# Baie de Presque Isle
Pour les articles homonymes, voir Presque Isle.
La baie de Presque Isle (Presque Isle Bay) est une baie formée par la péninsule de l'actuel parc d'État de Presque Isle dans le lac Érié, en Pennsylvanie.

## Situation
La baie de Presque Isle est située au large de la ville d'Érié, en Pennsylvanie. Elle est bordée au nord et à l'ouest par la péninsule formée par le parc d'État de Presque Isle, et au sud par le port maritime d'Érié, des parcs, des attractions touristiques ou des ports de plaisance (marinas) dont le Yacht Club d'Érié. Un canal situé à l'est de la péninsule permet l'approvisionnement depuis et vers le lac Érié.
Sa superficie de 15 km2, pour une longueur de 7,4 km, une largeur maximale de 2,9 km et une profondeur moyenne de 6,1 mètres.
On y trouve le Musée maritime d'Érié ouvert en 1998.

## Histoire
Lors de la guerre anglo-américaine de 1812, le commander Oliver Hazard Perry a pris le commandement de la flotte américaine du lac Érié dans la baie de Presque Isle en mars 1813. Fin juillet 1813, après avoir constitué les équipages nécessaires et échappé au blocus du canal organisé par le commander anglais Robert Heriot Barclay, Oliver Hazard Perry conduit la flotte américaine à Put-in-Bay, dans l'Ohio, où se déroule la bataille du lac Érié en septembre 1813.

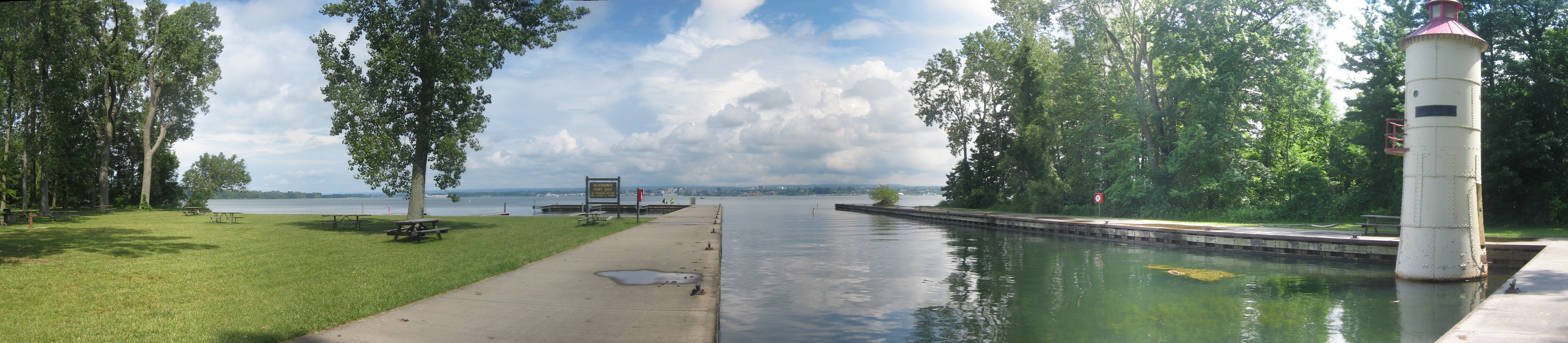
Vue panoramique du phare et de l'embarcadère de Waterworks Ferry, avec la baie de Presque Isle et la ville d'Érié en arrière-plan.

## Source
- (en) Cet article est partiellement ou en totalité issu de l’article de Wikipédia en anglais intitulé « Presque Isle Bay » (voir la liste des auteurs).